# حشره‌خوار تانزانیایی
 حشره‌خوار تانزانیایی (نام علمی: Crocidura tansaniana) نام یک گونه از سرده حشره‌خوارهای دندان‌سفید است.